# Khāndām
Khāndām (persiska: خاندام, خَندَم, خانه دام, خانِه سام, Khāneh Dām, خَنَدَم, خَنَسَم, خانِدام, خانِه دام) är en ort i Iran.   Den ligger i provinsen Västazarbaijan, i den nordvästra delen av landet, 600 km nordväst om huvudstaden Teheran. Khāndām ligger 1 456 meter över havet och antalet invånare är 264.
Terrängen runt Khāndām är kuperad norrut, men söderut är den platt. Terrängen runt Khāndām sluttar söderut. Trakten runt Khāndām är nära nog obefolkad, med mindre än två invånare per kvadratkilometer. Närmaste större samhälle är Māfī Kandī, 16,6 km väster om Khāndām. Trakten runt Khāndām består i huvudsak av gräsmarker.